# Petrivka, Kompaniivka
Petrivka (în ucraineană Петрівка) este localitatea de reședință a comunei Petrivka din raionul Kompaniivka, regiunea Kirovohrad, Ucraina.

## Demografie
Componența lingvistică a localității Petrivka
     Ucraineană (98,5%)
     Alte limbi (1,49%)
Conform recensământului din 2001, majoritatea populației localității Petrivka era vorbitoare de ucraineană (98,5%), existând în minoritate și vorbitori de alte limbi.